# 알레산드로 블라세티
알레산드로 블라세티(Alessandro Blasetti, 1990년 7월 3일 ~ 1987년 2월 1일)는 이탈리아의 영화 감독, 영화 각본가, 작가이다. 네오레알리스모 주요 감독 중 한 명이다.

## 출연 작품
- 미, 미, 미... 앤 디 아더스 (1966)
- 라 룽가 스트라다 델 리토르노 (1962)
- 디피컬트 라이프 (1961)
- 슬라이스 오브 라이프 (1954)
- 제스터스 서퍼 (1942)